# Кадастр Хидэёси
Кадастр Хидэёси (яп. 太閤検地, たいこうけんち тайко кэнти, «земельный кадастр Тайко») — совокупность земельных кадастров, которые были составлены в 1582—1598 годах администраторами Тоётоми Хидэёси в ходе описи всех японских земель.

## Краткие сведения
Составление общеяпонского кадастра было необходимым шагом на пути экономической унификации страны. Первые кадастры были составлены в 1582 году во владениях Тоётоми Хидэёси в Центральной Японии.
Описание проходило по единой системе величин по всей Японии. Основной единицей измерения земельного участка был 1 бу (歩). Он был равен квадрату со стороной 6 сяку и (尺) 3 цунь (寸), около 3,3 м2. 300 бу составляли 1 тан (反), около 991,73 м2.
Также устанавливалась 4-уровневая система оценки производительности участков: хорошие (上), средние (中), плохие (下), очень плохие (下々). Этот уровень определялся по объёму урожая риса, который можно было собрать с той или иной области. Его измеряли в коку («石»). 1 коку равнялся 180,39 л.
Вся земля обрабатывалась, записывалась в кадастр за тем, кто её обрабатывает. Эти лица автоматически становились крестьянами и обязывались платить дань рисом в соответствии с уровнем земельного участка, которым владели. Остальные земли переходили в государственный фонд.
Самурайское, аристократическое и монастырское землевладение были устранены. Бывшие землевладельцы становились подчинёнными Хидэёси и получали от него жалованье в виде части дохода с определённого земельного участка. Поскольку подчинённые не имели права владеть этими участками, государство в лице Хидэёси в любой момент могло лишить их дохода. Оторванная от земли самурайская знать и духовенство превращалась в администраторов, которые работали за зарплату.
Новый кадастр устранял средневековую систему частных имений сёэнов, заложив основу новой системы владения, которая просуществовала в Японии до середины XIX века.